# Luis Miguel Dominguín
Luis Miguel González Lucas, meglio conosciuto come Luis Miguel Dominguín (Madrid, 9 novembre 1926 – San Roque, 8 maggio 1996), è stato un torero spagnolo.

## Biografia
Nato a Madrid, era figlio di Domingo Dominguín, un celebre torero degli anni trenta dal quale prese il nome all'inizio della sua attività. Intraprese la sua carriera nel 1937, all'età di 11 anni. L'enorme popolarità nel suo paese ebbe inizio nei primi anni quaranta, con corride vittoriose in Spagna, in Portogallo e in Colombia.
Assieme a Manolete, era una figura di spicco delle corride nazionali; ammiratore di Francisco Franco, ebbe anche forti amicizie con personaggi ostili al regime, tra cui il pittore Pablo Picasso. Per un periodo si legò sentimentalmente all'attrice statunitense Ava Gardner  ; nel 1954 iniziò una relazione con l'attrice italiana Lucia Bosè, che sposò l'anno dopo e da cui ebbe tre figli, il cantante Miguel Bosé, la stilista Paola Dominguín e Lucía Dominguín. 
Partecipò come attore ai film Il giro del mondo in 80 giorni (1956) di Michael Anderson e Il testamento di Orfeo (1960) di Jean Cocteau. Nel 1968 divorziò da Lucia Bosè, risposandosi nel 1987 con Rosario Primo de Rivera y Urquijo. Nel 1971 tornò a toreare, per poi ritirarsi definitivamente nel 1973.
Morì per un infarto nel 1996, all'età di 69 anni. Dalla sua rivalità con il collega Antonio Ordóñez, Ernest Hemingway trarrà spunto per la stesura di Un'estate pericolosa (A Dangerous Summer).